# Seenotrettungsstation Sassnitz
Die Seenotrettungsstation Sassnitz liegt in Mecklenburg-Vorpommern auf der Insel Rügen. Für die Seenotrettung in der Ostsee hat die Deutsche Gesellschaft zur Rettung Schiffbrüchiger (DGzRS) im ehemaligen Fährhafen Sassnitz den großen Ostsee-Seenotkreuzer stationiert. Wie bei allen Seenotrettungskreuzern der Gesellschaft besteht die Besatzung aus hauptamtlichen Kräften, von denen jeweils fünf den Kreuzer für 14 Tage besetzen. Danach erfolgt die Ablösung und eine 14-tägige Freizeit. Ein Pool von 12 freiwillige Helfern ergänzt bei Bedarf die 11-köpfige Stammbesatzung.
Die diensthabende Crew lebt permanent auf dem Schiff und hört während ihrer Dienstzeit laufend den Schiffsfunk mit, um im Notfall sofort auslaufen zu können. Die Alarmierung erfolgt ansonsten durch die Zentrale der DGzRS in Bremen, wo die Seenotleitung Bremen (MRCC Bremen) ständig alle Alarmierungswege für die Seenotrettung überwacht. Für die Einsatzkräfte hatte die DGzRS im Jahr 2010 ein neues Stationsgebäude in der Nähe des Liegeplatzes an der Straße der Jugend errichtet.

## Einsatzgebiet und Zusammenarbeit
Das Revier der Seenotretter ist das Ostseegebiet vor Rügen zwischen Dänemark und Schweden bis in die Pommersche Bucht. Hier kommen die stark befahrenen Schifffahrtsrouten aus der westlichen Ostsee, Skandinavien, Polen und dem Baltikum zusammen. Zwischen den Fracht- und Passagierschiffen gehen Fischer mit ihren Kuttern auf Fang. Kollisionen, Feuer oder medizinische Notfälle an Bord können Einsätze der Retter erforderlich machen. Weitere Such- oder Hilfseinsätze werden durch die Boote der Freizeitschifffahrt ausgelöst, die beispielsweise Wassereinbruch, Ruder- oder Motorschaden als Notfall melden. Darunter fallen auch regelmäßig Einsätze vor den nördlich von Sassnitz liegenden Kreidefelsen an, die mit dem bekannten Königsstuhl viele Segeltouristen anlocken.
Bei einem größeren Seenotfall in dem stark befahrenen Revier vor und um Rügen erfolgt die Zusammenarbeit und Unterstützung der Nachbarstationen:
- Kreuzer der Seenotrettungsstation Darßer Ort
- Kreuzer der Seenotrettungsstation Greifswalder Oie
- Boot der Seenotrettungsstation Glowe
- Boot der Seenotrettungsstation Vitte/Hiddensee

## Aktuelle Rettungseinheit
Seit 2012 liegt im ehemaligen Fährhafen von Sassnitz an der Westmole der neu gebaute große Ostseekreuzer HARRO KOEBKE. Er ist ein Einzelstück und wurde 2011/2012 auf der Fassmer-Werft gebaut. Nach der HERMANN MARWEDE ist er der zweitgrößte Kreuzer in der Flotte der DGzRS und speziell für Großschadensereignisse und die Großschifffahrt konzipiert. Unter Deck ist genügend Platz, um eine größere Anzahl Schiffbrüchige oder Sonderausrüstung aufzunehmen. Im Bordhospital befindet sich eine umfangreiche medizinische Ausrüstung wie bei einem Rettungswagen an Land. Eine Besonderheit ist das als Inselaufbau im Heck angeordnete Hubschrauberarbeitsdeck. Es ermöglicht das schnelle Ein- und Ausfliegen von Personen, wenn Verletzte von Bord oder Ärzte an Bord gebracht werden müssen. Wie alle Boote der DGzRS ist auch SK 32 als Selbstaufrichter vollständig aus seewasserbeständigem Aluminium gebaut. Mit ihren drei Maschinen von insgesamt 4785 kW Leistung kann sie mit bis zu 25 Knoten (46 km/h) eine Einsatzstelle schnell erreichen.
Zur Personenrettung und für Flachwassereinsätze liegt einsatzklar in der Heckwanne ein schnelles Tochterboot mit dem bei der DGzRS seltenen Wasserstrahlantrieb. Bei einem Tiefgang von maximal 65 Zentimetern erreicht das 8,70 Meter lange Boot eine Geschwindigkeit von 32 Knoten. Das kleine Boot ist auch eine wichtige Ergänzung für den Landrettungsdienst, der die Ufer an den Steilküsten und unwegsamen Küstenstreifen nur schlecht erreichen kann. Für Ufer- und Strandeinsätze wird ein Schlauchboot mitgeführt.

## Stationierte Rettungseinheiten
| Stationierung von Motorrettungsbooten             |                          |          |                   |                            |              |                |                         |
| Zeitraum                                          | Schiffsname              | Reg.-Nr. | Länge oder Klasse | Anz. Motoren ges. Leistung | max. Geschw. | vorige Station | Verlegung bzw. Verbleib |
| 1912 → 1945                                       | DR. ALFRED VON DER LEYEN | KRD 407  | 11,0 Meter        | 1 → 28/50 PS               | 8 kn         | Neubau         | Kriegsverlust           |
| Stationierung von Seenotrettungseinheiten der DDR |                          |          |                   |                            |              |                |                         |
| 1953 → 1974                                       | ARKONA (I)               | ?        | 18-m-Serie        | 2 → 200 PS                 | 10,0 kn      | Neubau         | ausgemustert            |
| 1974 → 1990                                       | ARKONA (II)              | ?        | Typ R-17          | 2 → 420 PS                 | 10,0 kn      | Neubau         | ausgemustert            |
| Stationierung von Seenotrettungskreuzern          |                          |          |                   |                            |              |                |                         |
| 1990 → 1992                                       | G. KUCHENBECKER          | KRS 05   | 19-m-Klasse       | 1 → 830 PS                 | 18 kn        | Maasholm       | → Darßer Ort            |
| 1992 → 2003                                       | ARKONA (III)             | SK 23    | 27,5-Meter-Klasse | 3 → 3.402 PS               | 23 kn        | Neubau         | → Warnemünde            |
| 2003 → 2012                                       | WILHELM KAISEN           | KRS 11   | 44-Meter-Klasse   | 3 → 6.000 PS               | 26 kn        | Helgoland      | ausgemustert            |
| seit 2012                                         | HARRO KOEBKE             | SK 32    | 36,5-Meter-Klasse | 3 → 6.508 PS               | 25 kn        | Neubau         | auf Station             |

Quelle: 

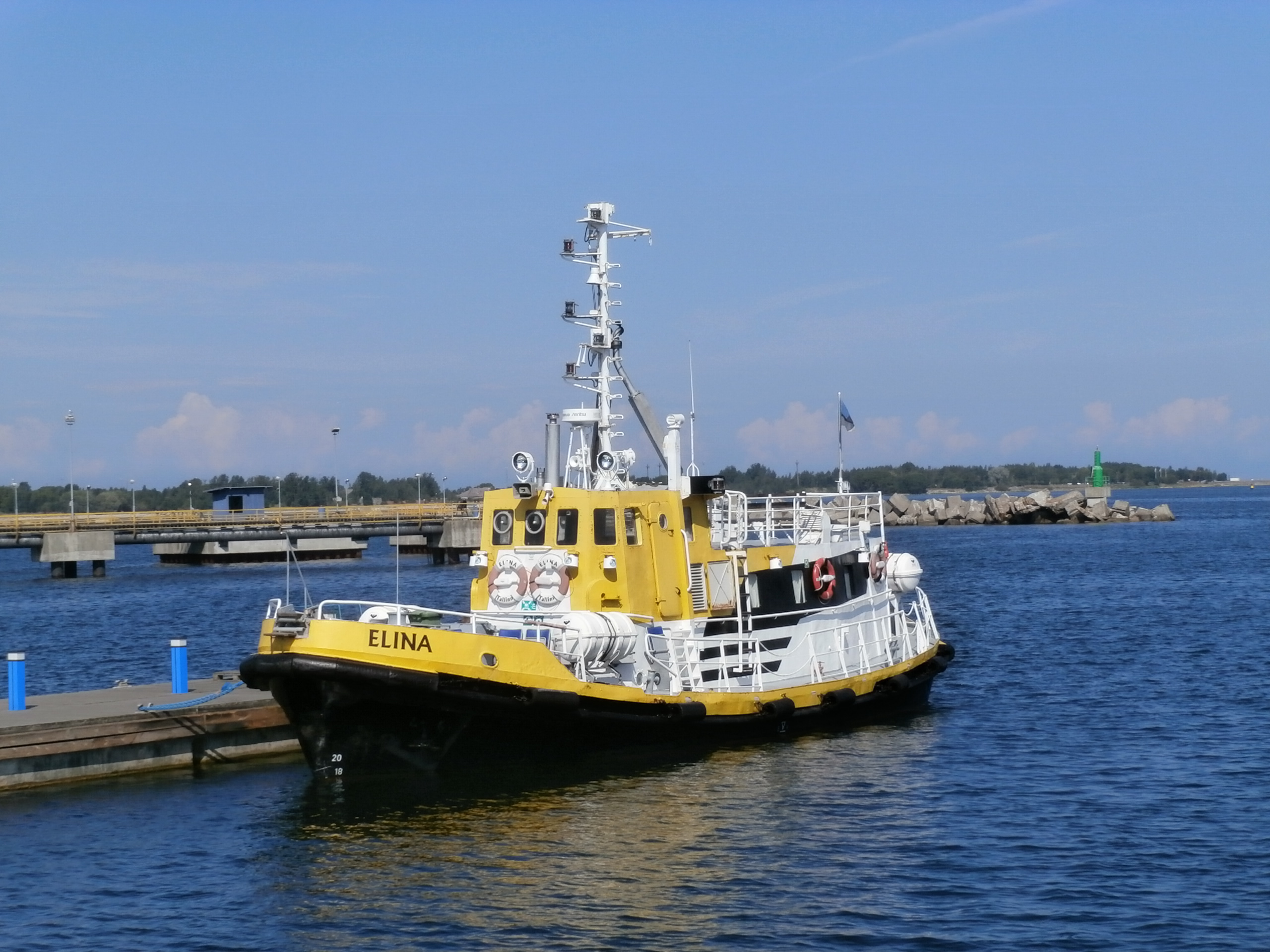
Typgleiches Boot der ARKONA (I)
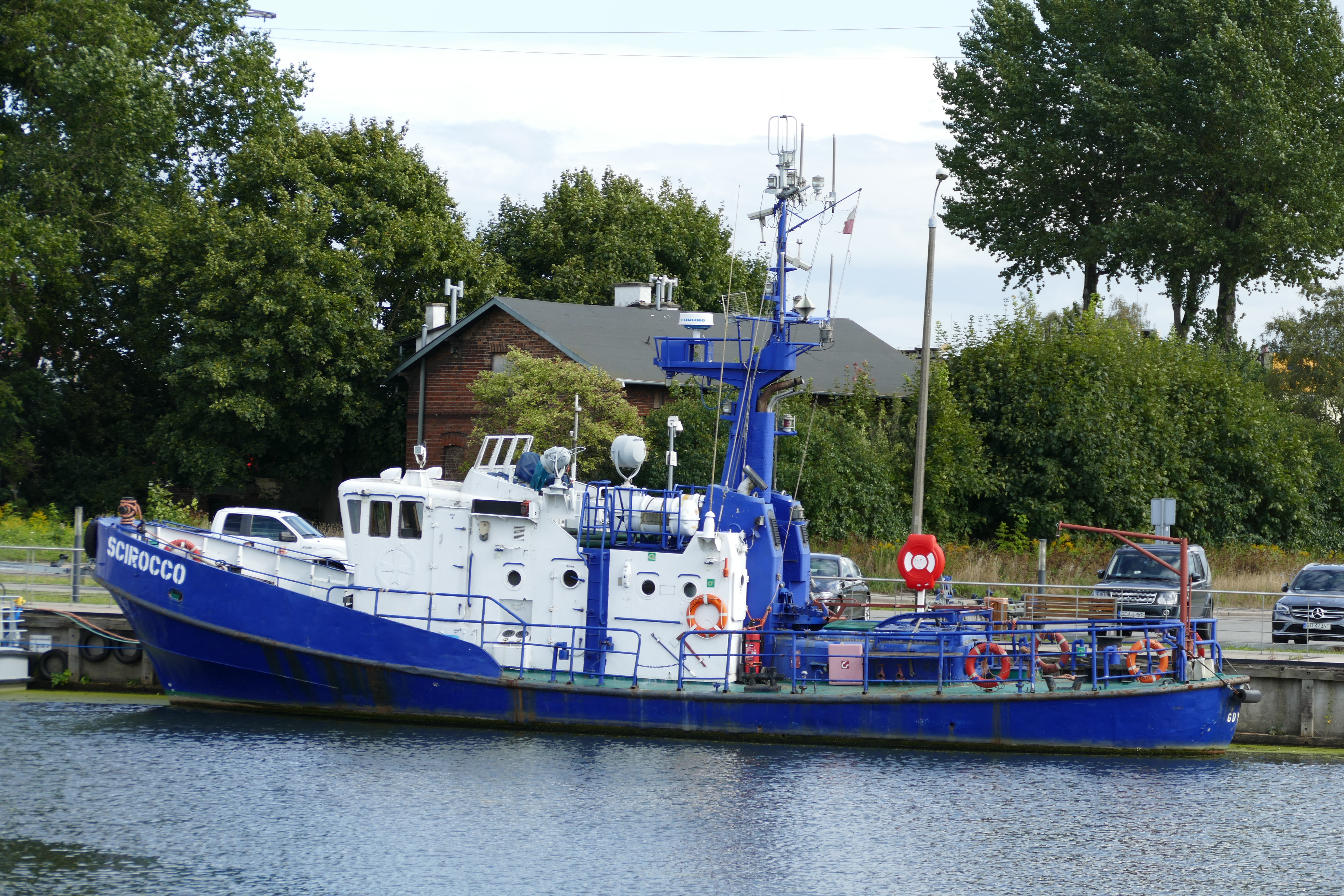
Typgleiches Boot der ARKONA (II)
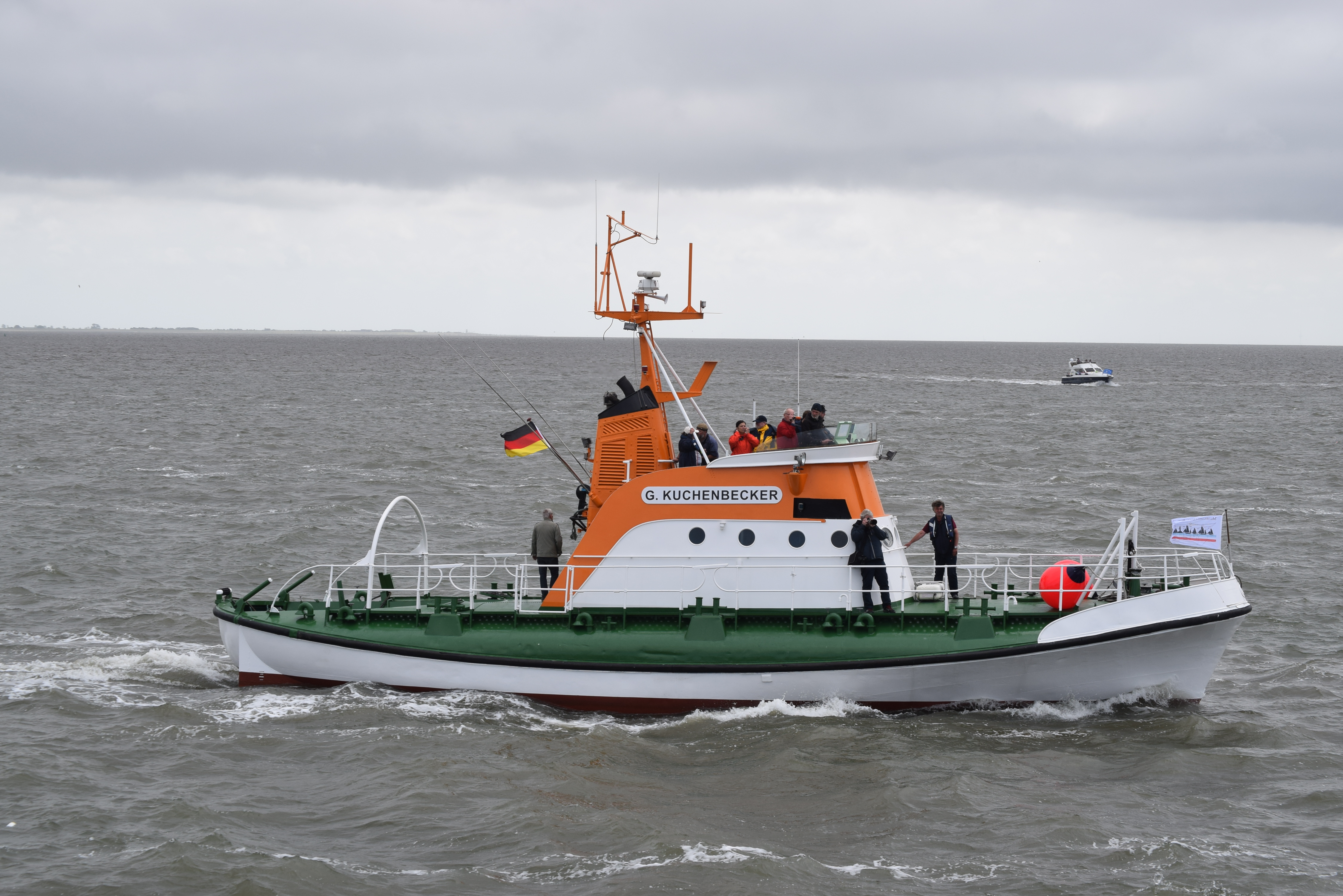
G. KUCHENBECKER
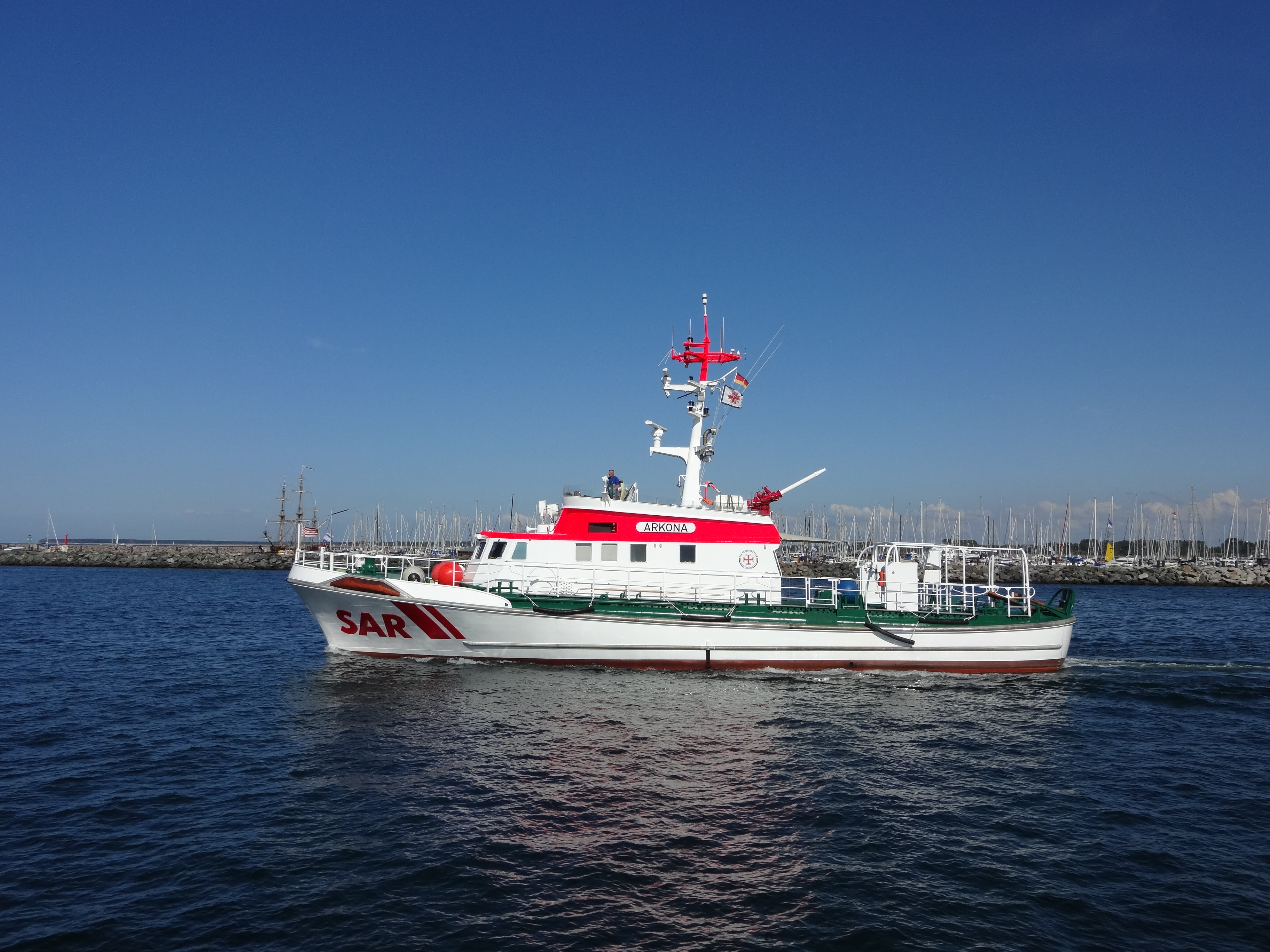
ARKONA (III)
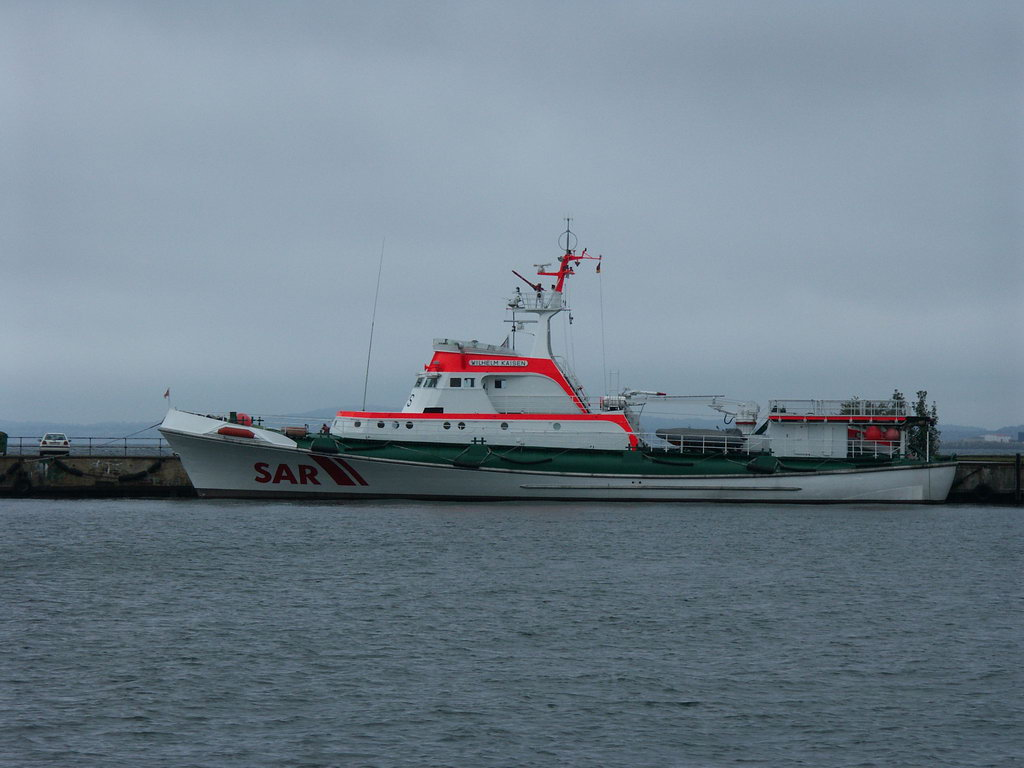
WILHELM KAISEN

## Historische Stationen in der Umgebung

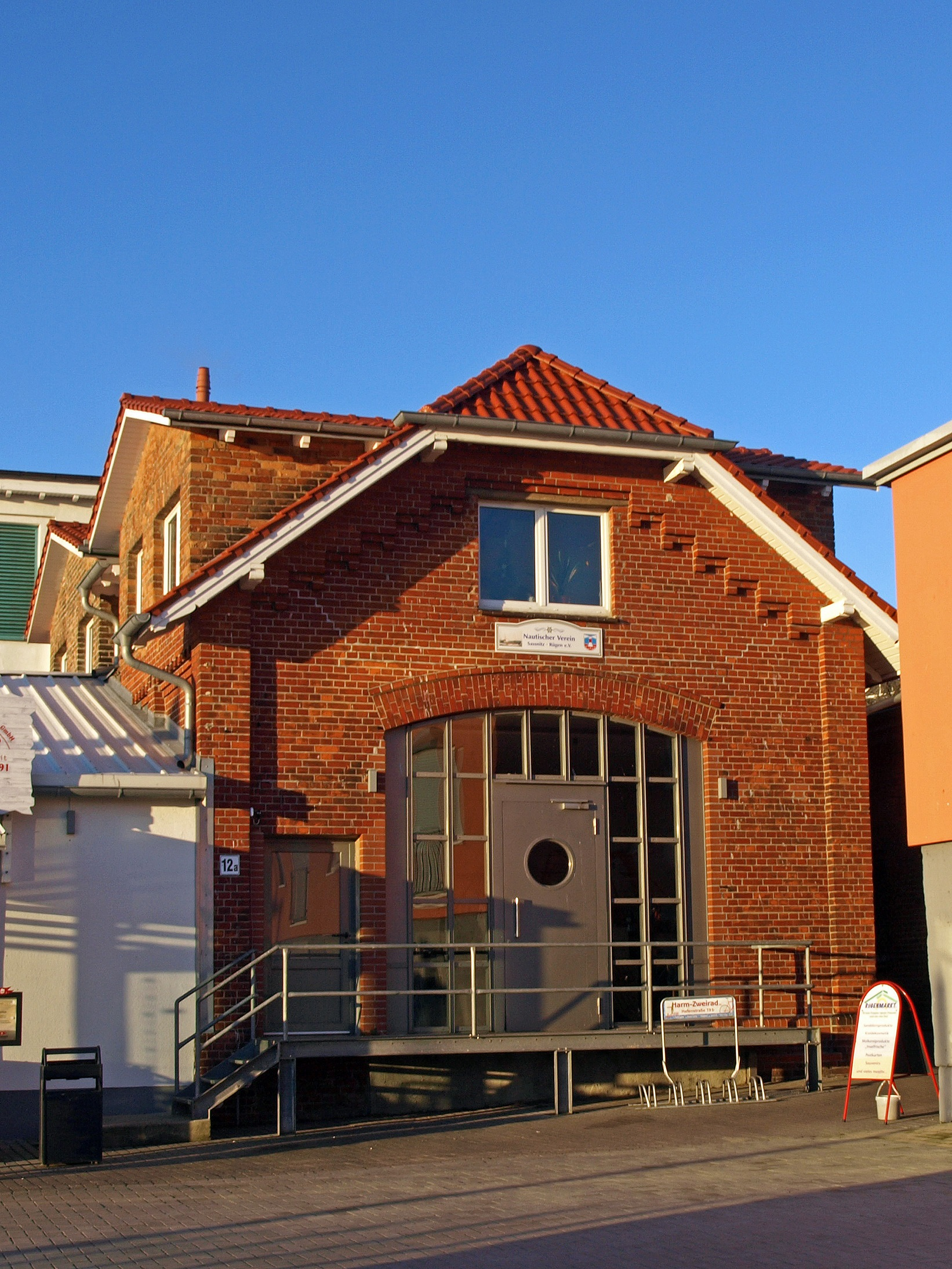
Ehemaliger Rettungsschuppen Sassnitz

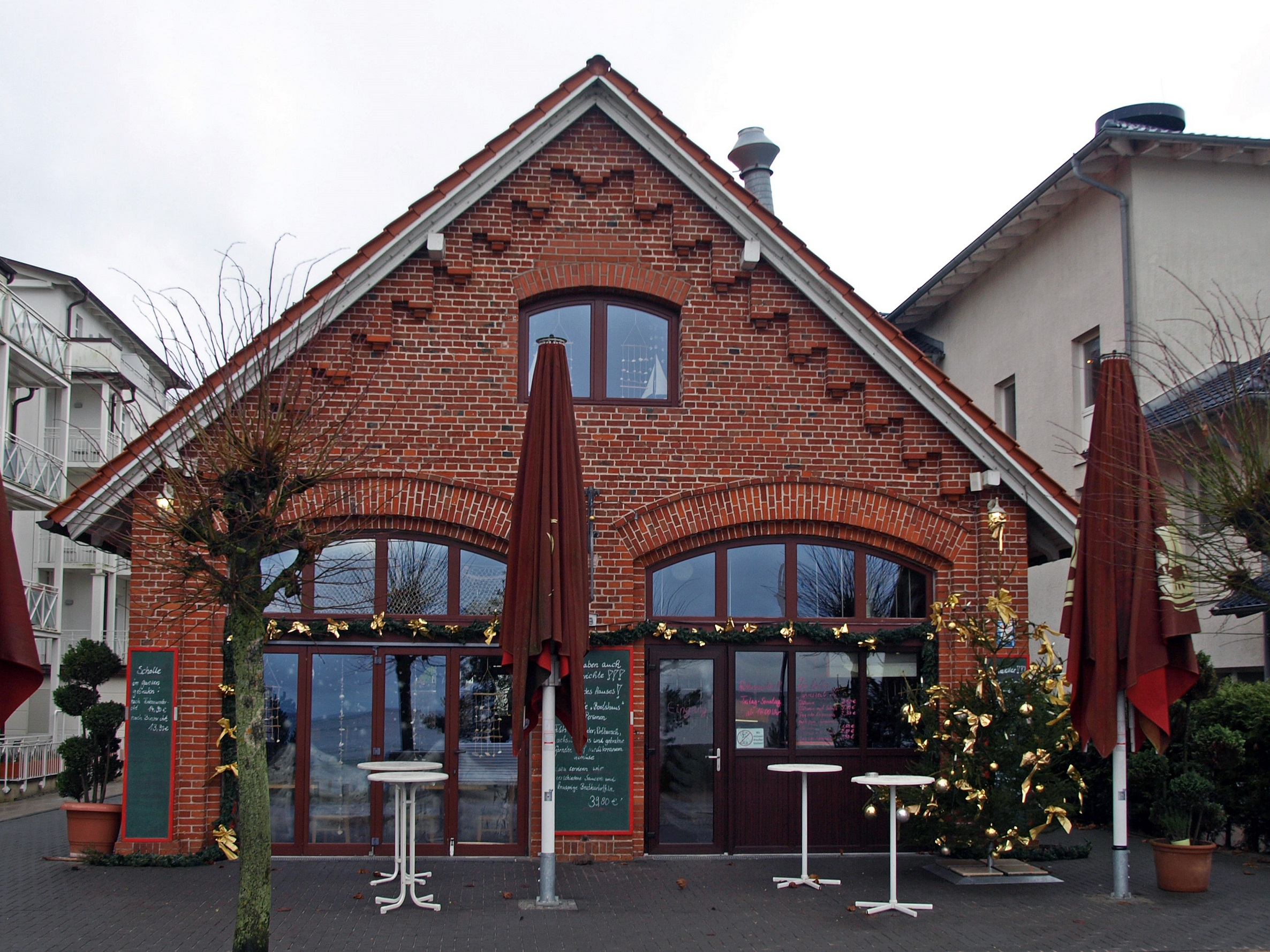
Historischer Rettungsschuppen Binz

Beim Hülsenkrug in Neu-Mukran (Lage) hatte der preußische Staat 1855 eine seiner Seenotrettungsstationen eingerichtet und diese mit einem Mörser des englischen Erfinders George William Manby ausgestattet. Mukran liegt ca. vier Kilometer südlich vom alten Fährhafen Sassnitz am Nordende des langen Sandstrandes der Prorer Wiek. Heute ist Mukran der neue Fährhafen und ein Ortsteil von Sassnitz. Nach Übernahme der Station durch den Rügener Rettungsverein erhielt die Station einen der neuen Raketenapparate. Jedoch wurde die Station beim Ostseesturmhochwasser 1872 zerstört und nicht wieder aufgebaut. Als Ersatz errichtet die DGzRS 1873 die Station in Sassnitz.
Als weitere Ergänzung an der Prorer Wiek ging in Binz 1878 eine weitere Station in Betrieb. Sie erhielt einen Rettungsschuppen, der heute noch erhalten ist und an der Strandpromenade von Binz als Cafe/Restaurant dient.(Lage) Nach den Listen von Esmann lag 1878 ein Boot namens DR. SCHUMACHER auf der Station. Die Liste von 1913 nennt UNSER EILAND, ein DGzRS-Standardboot vom Baujahr 1906. Es stand bis Kriegsende im Einsatz, als die Station aufgelöst wurde. UNSER EILAND wurde 1949 nach Prerow auf dem Darß verlegt, wo es bis 1963 blieb. Das Boot ist eines der noch erhaltenen Boote dieses Standardtyps der DGzRS und lagert heute auf dem einheitlichen Ablaufwagen neben dem Schuppen der Seenotrettungsstation Wustrow.